# Christopher Thomas
Christopher Thomas (* 1961 in München) ist ein deutscher Fotograf.

## Leben
Thomas ist Absolvent der Bayerischen Lehranstalt für Fotografie und arbeitet weltweit als Werbefotograf. Internationale Auszeichnungen erhielt er für seine Fotoreportagen im Auftrag von Geo, Stern, Süddeutsche Zeitung Magazin, Merian und anderen Zeitschriften sowie für seine Werbekampagnen.
Als Künstler ist er insbesondere mit seinen Städteporträts bekannt geworden: Aufnahmen von Stadtansichten mit der Großbildkamera festgehalten und auf Büttenpapier geprintet. Das Filmmaterial ist ein Schwarzweiß-Film vom Typ 55 von Polaroid. Den Auftakt zu den Städteporträts bildete der Zyklus Münchner Elegien, der im Jahr 2005 im Fotomuseum München gezeigt wurde, gefolgt von der Serie New York Sleeps, die zwischen 2001 und 2009 entstand. Die zugehörige Publikation New York Sleeps. Photographs by Christopher Thomas von 2009 wurde mit dem Deutschen Fotobuchpreis ausgezeichnet.
Im Jahr 2010 realisierte er ein besonderes Projekt: Während der Bühnenproben zu den Passionsspielen in Oberammergau fotografierte er die Laienschauspieler. So entstand ein Zyklus aus Porträts, die an Altmeistergemälde erinnern und die Energie des Spiels auf unvergleichliche Weise wiedergeben. Für seinen Passionszyklus erhielt er im Jahr 2011 die in diesem Jahr höchste Auszeichnung (Silber) des Art Directors Club Deutschland in der Kategorie „Fotografie“. Eine umfangreiche Auswahl aus diesem Zyklus zeigte das Bayerische Nationalmuseum München. Der German Design Award 2013 des Rates für Formgebung in der Kategorie „Fotografie“ ging für diese Arbeiten an Thomas.
Die in den Jahren 2011 und 2012 entstandene Polaroid-Serie Venedig. Die Unsichtbare wurde weltweit in Galerien und auf Messen gezeigt.

## Veröffentlichungen
- Engadin. Photographien von Christopher Thomas. Herausgegeben und mit einem Vorwort von Ira Stehmann, 2015. ISBN 978-3-00-049317-1.
- Paris im Licht. Photographien von Christopher Thomas. Herausgegeben von Ira Stehmann. Mit einem Vorwort von Valéry Giscard d’Estaing, Essay von Ira Stehmann und Nachwort von Christopher Thomas. Prestel Verlag, München / London / New York 2014. ISBN 978-3-7913-8102-2
- Venedig. Die Unsichtbare. Photographien von Christopher Thomas. Herausgegeben von Ira Stehmann. Mit Beiträgen von Albert Ostermaier. Prestel Verlag, München / London / New York 2012. ISBN 978-3-7913-4679-3
- Passion. Photographien von Christopher Thomas (April–Mai 2010 in Oberammergau, entstanden während der Proben zu den Passionsspielen). Herausgegeben von Petra Giloy-Hirtz und Ira Stehmann. Mit Texten von Christian Stückl, Ludwig Mödl, Petra Giloy-Hirtz und Christopher Thomas. Prestel Verlag, München / London / New York 2010. ISBN 978-3-7913-4518-5
- New York Sleeps. Photographien von Christopher Thomas (2001–2009). Herausgegeben von Petra Giloy-Hirtz und Ira Stehmann. Mit einem Vorwort von Petra Giloy-Hirtz und Ira Stehmann und Essays von Ulrich Pohlmann und Bob Shamis. Prestel Verlag, München / London / New York 2009.[2] ISBN 978-3-7913-4234-4
- Münchner Elegien. Photographien von Christopher Thomas (1999–2005). Schirmer Mosel Verlag, München 2005.

## Ausstellungen (Auswahl)
- 2011: Passion, Bayerisches Nationalmuseum, München[3]
- 2012: Venedig, Bernheimer Fine Art Photography, München[4]
- 2012: Venedig, Hamiltons Gallery, London[5]
- 2013: New York, Photolux Festival, Lucca[6]
- 2014: Paris, Steven Kasher Gallery, New York[7]
- 2015: Passion, Colnaghi, London[8]
- 2016: Passion, St.-Matthäus-Kirche, Berlin[9]